# Richard William Smith

Wappen von Richard William Smith als Erzbischof von Edmonton

Richard William Smith (* 28. April 1959 in Halifax, Nova Scotia) ist ein kanadischer Geistlicher und römisch-katholischer Erzbischof von Vancouver.

## Leben
Richard William Smith empfing am 23. Mai 1987 die Priesterweihe. Er studierte an der Atlantic School of Theology in Halifax und absolvierte ein theologisches Doktoratsstudium an der Päpstlichen Universität Gregoriana in Rom. Er war Generalvikar im Erzbistum Halifax.
Papst Johannes Paul II. ernannte ihn am 27. April 2002 zum Bischof von Pembroke. Der Erzbischof von Ottawa, Marcel André J. Gervais, spendete ihm am 18. Juni desselben Jahres die Bischofsweihe; Mitkonsekratoren waren Terrence Thomas Prendergast SJ, Erzbischof von Halifax, und Austin-Emile Burke, Alterzbischof von Halifax. Als Wahlspruch wählte er „Fiat Voluntas Tua“.
Am 22. März 2007 ernannte ihn Papst Benedikt XVI. zum Erzbischof von Edmonton. Die Amtseinführung fand am 1. Mai desselben Jahres statt.
Richard William Smith war bis zum 25. September 2013 Vorsitzender der kanadischen Bischofskonferenz (CECC).
Smith ist Mitglied der Kolumbusritter.
Papst Franziskus ernannte ihn am 25. Februar 2025 zum Erzbischof von Vancouver. Die Amtseinführung fand am 23. Mai desselben Jahres statt.